# Carl Holsøe
Carl Vilhelm Holsøe (12. marts 1863 i Aarhus – 7. november 1935 i Asserbo) var en dansk maler, hovedsageligt af interiører. Han var søn af arkitekt N.P.C. Holsøe og bror til maleren Niels Holsøe.
Holsøes interiører er malet med hurtig og virtuos penselføring og sikker sans for effekt. En yndet model i de højloftede, stilrene stuer giftede han sig med på sit dødsleje. 
Han boede i en årrække i Frederiks Hospital, det senere kunstindustrimuseum.
Han var ven med Vilhelm Hammershøi, og benævnelsen Fattigmands Hammershøi hænger ved hans navn, også nu hvor hans malerier handles til 300.000 kr. 
Hammershøi har malet Carl Holsøe, Svend Hammershøi, J.F. Willumsen, Karl Madsen og Thorvald Bindesbøll på et hovedværk Fem portrætter.
Holsøes malerier forfalskes (med besvær) og flere var med på udstillingen Falsk eller ægte på Bornholms Kunstmuseum.
Han er begravet på Vinderød Kirkegård.